# 服部雄節
服部 雄節（はっとり ゆうせつ、享和2年（1802年） - 天保13年1月29日（1842年3月10日））は、江戸時代の囲碁棋士。安井知得仙知門下、服部因淑を継いで服部家二世となった。元の名は黒川立卓。七段。御城碁6局を務めた。

## 経歴
安知得仙知門下となり、文政2年（1819年）に初段。翌年三段。当時、服部因淑の養子だった服部立徹（井上幻庵因碩）が井上家養子となったため、文政3年（1820年）に因碩の推薦により服部家養子に迎えられる。天保3年（1832年）五段の時に御城碁初出仕。天保9年（1838年）まで御城碁6局を務め、その間六段に昇段し、後七段。幻庵因碩の弟子の加藤正徹を養子とし、天保13年（1842年）に雄節が没すると、正徹が服部家を相続した。
天保6年の松平家碁会では、林元美と対戦した（先番中押負）。

### 御城碁戦績
- 1833年（天保3年）先番11目勝 安井俊哲
- 1834年（天保4年）二子8目勝 安井知得仙知
- 1835年（天保5年）白番2目勝 本因坊丈策
- 1836年（天保6年）先番9目勝 林柏栄
- 1837年（天保7年）白番1目負 安井俊哲
- 1839年（天保9年）先番中押勝 阪口仙得

天保4年の知得戦に、関山仙太夫「雄節の技柏栄より勝れり然るを仙知如此打つ愈妙なり」の評がある。

## 著作
- 『石配自在』青藜閣 1840年（互先定石を記したもの）